# Isatis minima
Isatis minima — вид рослин з роду вайда (Isatis). Використовується, як кормова культура.

## Поширення та середовище існування
Isatis minima є ендемічним видом у Казахстані, Афганістані, Таджикистані, Киргизстані, Пакистані, Туркменістані, Узбекистані, Киргизстані, Ірані та Китаї (провінції: Ганьсу, Сіньцзян). Зростає у пустелях, степах й на узбіччях доріг, на висоті від 300 до 700 метрів над рівнем моря.

## Опис
Однорічна або дворічна травʼяниста рослина, від 12 до 40 см заввишки. Стебла прямі, гіллясті, голі. Прикореневе листя сидяче, листкова пластинка довгаста або лопаткоподібна, від 3 до 6 см завдовжки та від 0,5 до 1,5 см завширшки, край виїмчасто-зубчастий, верхівка тупа. Стеблове листя сидяче, листкова пластинка довгаста або лінійно-ланцетна, від 1 до 4 см завдовжки та від 2 до 10 см завширшки, гола або рідко волосиста, краї цілокраї, верхівка гостра. Квітконіжки ниткоподібні, розміром від 2 до 5 мм, волосисті. Чашолистки довгасті, розміром від 0,8 до 1,5 мм завдовжки та від 0,4 до 0,7 мм завширшки. Пелюстки жовті, довгасто-оберненоланцетні, від 1,5 до 2 мм завдовжки та від 0,4 до 0,8 мм завширшки, верхівка тупа. Плід лопаткоподібний або обернено-ланцетний, зазвичай вигнутий. Цвіте та плодоносить з травня по червень. Кількість хромосом 2n = 42.